# Quý Hòa, Lạng Sơn
Quý Hòa là một xã thuộc tỉnh Lạng Sơn, Việt Nam.
Xã Quý Hòa có diện tích 79,8 km², dân số năm 1999 là 1.705 người, mật độ dân số đạt 21 người/km².
Theo thống kê năm 2019, xã Quý Hoà có diện tích 79,8 km², dân số là 1.827 người, mật độ dân số đạt 23 người/km².